# M.P.J. Fleur

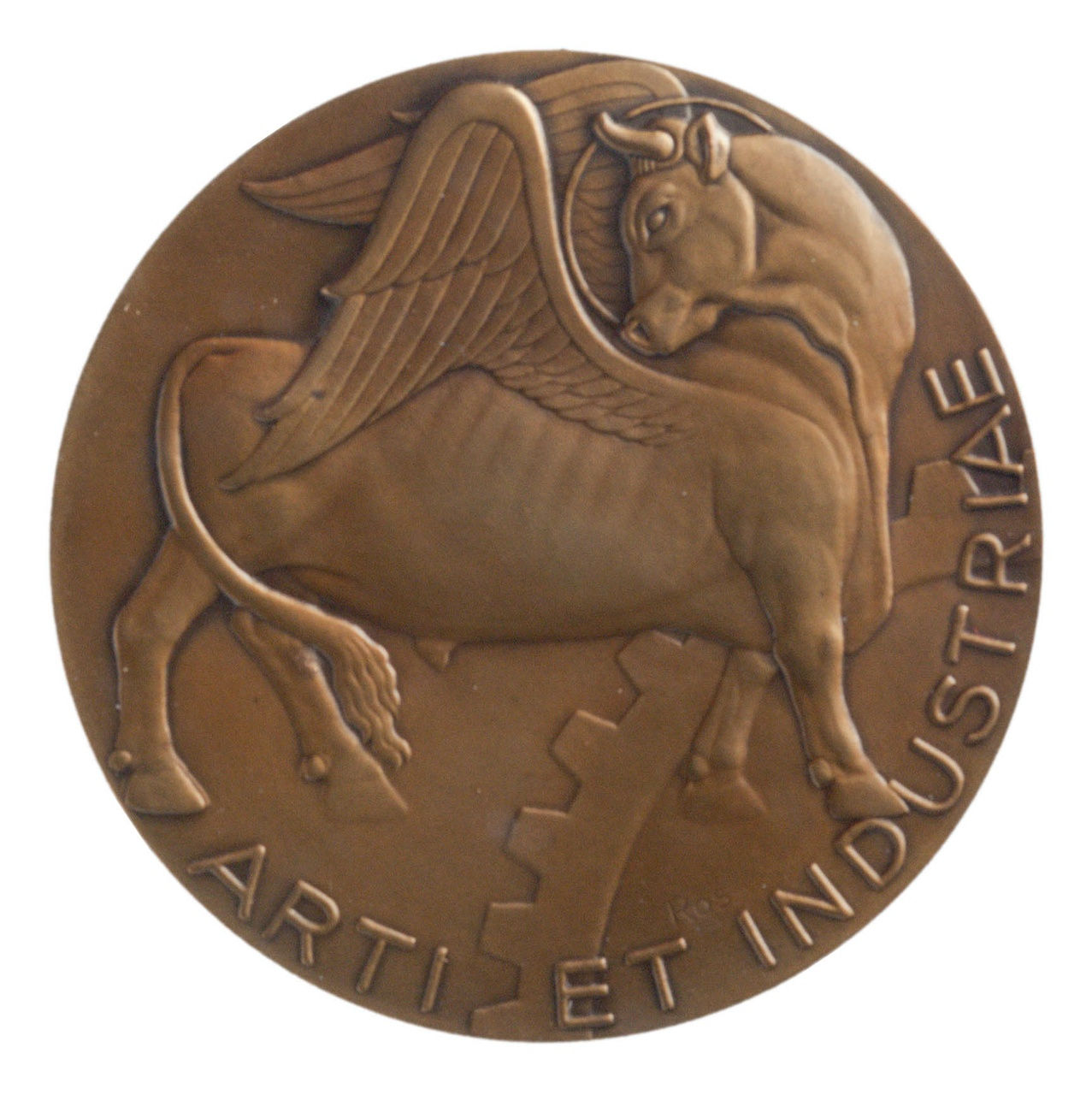
Voorzijde van een penning ter gelegenheid van vijftig jaar Arti et Industriae (1934)

Martinus Petrus Jacobus Fleur (Utrecht, 2 juli 1878 – Voorschoten, 12 juli 1946) was een Nederlands medailleur. Hij wordt in de regel vermeld als M.P.J. Fleur.

## Leven en werk
Fleur was een zoon van stukadoor Petrus Jacobus Fleur en Clasina van Balkum. Hij werd opgeleid tot metaalbewerker en ging werken bij de Utrechtse Fabriek van Zilverwerken (firma C.J. Begeer). Op de Exposition Universelle, de wereldtentoonstelling van 1900 in Parijs, ontving Fleur een bronzen medaille in de categorie goudsmeedkunst. In 1903 vestigde hij zich als metaalbewerker in Amsterdam. Hij werkte in 1919 als ciseleur bij de fabriek van artistieke metaalwerken van de firma Winkelman en Van der Bijl toen hij werd benoemd tot leraar metaalbewerking aan de kunstnijverheidsschool in Haarlem. Vanaf eind jaren twintig werkte hij voor de N.V. Ateliers voor Edelsmeed- en Penningkunst voorh. Koninklijke Begeer in Voorschoten, onder leiding van jhr. Arnold Carl von Weiler (zwager van Carel Begeer) en Marius Brinkgreve.
Hij overleed kort na zijn 68e verjaardag in Voorschoten, en werd er begraven op het kerkhof bij de Sint-Laurentiuskerk. Zijn werk is opgenomen in de collecties van onder andere het Centraal Museum en het Rijksmuseum Amsterdam.

## Enkele werken
Penningen
- 1931: Jan Jacob Blussé van de Hollandbeker voor de roeisport
- 1932: 50-jarig bestaan van de Amsterdamse Hypotheekbank
- 1932: 250-jarig bestaan der Hortus Botanicus Amsterdam
- 1933: schietwedstrijd Landstormkorps, Stelling Amsterdam
- 1933: afscheid Dirk Fock als voorzitter van 'De Vrijheidsbond'
- 1934: opening van het Geologisch Instituut
- 1934: prijspenning van de Koninklijke Nederlandsche Zeil- en Roeivereeniging
- 1934: 25e verjaardag van prinses Juliana
- 1934: 50-jarig bestaan van Arti et Industriae (ontwerp van Fleur, uitgevoerd door Ros)
- 1935: prijspenning van de Centrale Landbouw Onderlinge
- 1935: 40-jarig jubileum van Willem Mengelberg als dirigent van het Concertgebouworkest
- 1937: herdenking 100e geboortedag van dr. Abraham Kuyper
- 1937: herdenking 350e geboortedag van Vondel (vz kop van Vondel, kz door Jac.J. van Goor)
- 1937: penning Wereld Jamboree Holland
- 1938: 40-jarig jubileum van koningin Wilhelmina (vz met portret, kz ontworpen door Marinus Kutterink en uitgevoerd door Dirk Bus)
- 1938: Voortrekker Eeuwfeest in Zuid-Afrika
- 1939: 50-jarig jubileum van Jac.J. van Goor als medewerker van de Koninklijke Begeer
- 1940: penning van de schade-enquête Rotterdam
- 1940: afscheid van Louis Zimmerman (1873-1954), concertmeester van het Concertgebouworkest
- 1942: penning eeuwfeest Ned. Mij. ter Bevordering der Pharmacie (vz antieke vijzel, kz door J.Ph. van Zegveld)
- 1942: 50-jarig bestaan Koninklijk Nederlands Genootschap voor Munt- en Penningkunde
- 1943: 60e verjaardag dr. J.H.O. Reijs
- 1946: prijspenning tijdschrift 'Foto Hengelo'
- prijspenning Nederlands Olympisch Comité (vz gelauwerde kop, kz door H. de Zeeuw)
- penning van de Diergaarde Blijdorp te Rotterdam

Overig
- 1930: trophy (gouden schild) als wisselprijs van de Nederlandse Bond van Bloembollenhandelaren, naar een ontwerp van Chris van der Hoef
- 1933: plaquette voor het 100-jarig bestaan van het Israëlitisch Weeshuis te Rotterdam
- 1933: speld voor het vierde eeuwfeest van de geboorte van Willem van Oranje
- 1936: draagmedaille voor leden van het Haags politiekorps als dank voor hun inzet tijdens de feestweek rond de verloving van prinses Juliana en prins Bernhard
- 1937: plaquette t.g.v. het huwelijk van prinses Juliana en prins Bernard, door Philips verkocht in 'Philite'-uitvoering
- 1938: wandplaquette 40-jarig jubileum van koningin Wilhelmina
- 1939: presse-papier t.g.v. het 100-jarig bestaan van Van Ommeren's Scheepvaartbedrijf, Rotterdam
- 1939: plaquette met portret van dhr. W.G.F. Thomassen voor de N.V. Machine- en Motorenfabriek v/h Thomassen en Co., De Steeg
- 1950: plaquette met portret van koningin Wilhelmina voor het Wilhelminamonument in Wassenaar.

- RKD-Nederlands Instituut voor Kunstgeschiedenis: 28294